# Chuck Kornegay
Charles «Chuck» Macarthur Kornegay Uzzell (Dudley, Carolina del Norte, 28 de septiembre de 1974), es un exjugador de baloncesto estadounidense nacionalizado español. Con 2,05 m de altura, jugaba en la posición de pívot.
Internacional con la selección española absoluta, en su historial destaca la medalla de bronce ganada en el Eurobasket de 2001.

## Trayectoria deportiva
Se formó en el Souther Wayne High School de Dudley y, tras pasar por las universidades de Carolina del Norte y Villanova, tuvo su primera experiencia profesional durante la temporada 1997 de la USBL con los Raleigh Cougars. Luego de ello actuaría en la NBL de Australia con los Brisbane Bullets. 
Un año más tarde llegó a España para jugar en el Caja San Fernando de Sevilla, club con el que fue subcampeón de la Liga ACB y de la Copa del Rey en la temporada 1998/99; a pesar de ello, la temporada 1999/00 fue cedido al Jabones Pardo Fuenlabrada. Sus buenas actuaciones no pasaron desapercibidas y un año más tarde regresó al equipo hispalense. 
En enero de 2001, ya con la nacionalidad española, decidió fichar por el Unicaja de Málaga, donde jugó hasta la temporada 2003/04 y disputó dos ediciones de la Euroliga. Con el Unicaja también cayó derrotado en la final de la Liga ACB en el 2002. 
En julio de 2004 fichó por el Dinamo de Moscú, pero no se adaptó y terminó yéndose a Turquía para recalar a la siguiente temporada en el Beşiktaş. Esa experiencia no cuajó y, tras pocos meses en el país otomano, regresó a la ACB para fichar por el Llanera Menorca. Tras lograr la permanencia con el conjunto menorquín, fue traspasado al Etosa Alicante hasta la conclusión del curso 2006/07. Kornegay finalizó su contrato con los alicantinos y cogió un vuelo de regreso a las Baleares, pero esta vez para fichar por el Palma Aqua Mágica, de la LEB Oro.

### Clubes
| Club                        | País           | Año         |
| --------------------------- | -------------- | ----------- |
| Raleigh Cougars             | Estados Unidos | 1997        |
| Brisbane Bullets            | Australia      | 1997 - 1998 |
| Caja San Fernando           | España         | 1998 - 1999 |
| Jabones Pardo Fuenlabrada   | España         | 1999 - 2000 |
| Caja San Fernando           | España         | 2000        |
| Unicaja de Málaga           | España         | 2001 - 2004 |
| Dinamo de Moscú             | Rusia          | 2004 - 2005 |
| Beşiktaş                    | Turquía        | 2005        |
| Llanera Menorca             | España         | 2006        |
| Etosa Alicante              | España         | 2006 - 2007 |
| Palma Aqua Mágica           | España         | 2007 - 2008 |
| Unión Atlética              | Uruguay        | 2008 - 2009 |
| Obras Sanitarias            | Argentina      | 2009        |
| Asociación Italiana Charata | Argentina      | 2010        |

## Selección nacional
Formó parte de la selección de baloncesto de España que terminó tercera en el Eurobasket 2001.

## Palmarés

### Selección nacional
| Año  | Título            | Campeonato                      |
| ---- | ----------------- | ------------------------------- |
| 2001 | Medalla de Bronce | Campeonato de Europa en Turquía |

## Reconocimientos individuales
- Líder en tapones de la Euroliga en la temporada 2001/02.

## Récords ACB
- Puntos: 23 (J. 30.ª 2000/01)
- Rebotes: 18 (J. 17.ª 2002/03)
- Asistencias: 7 (J. 29.ª 2002/03)